# Carlos A. Giménez

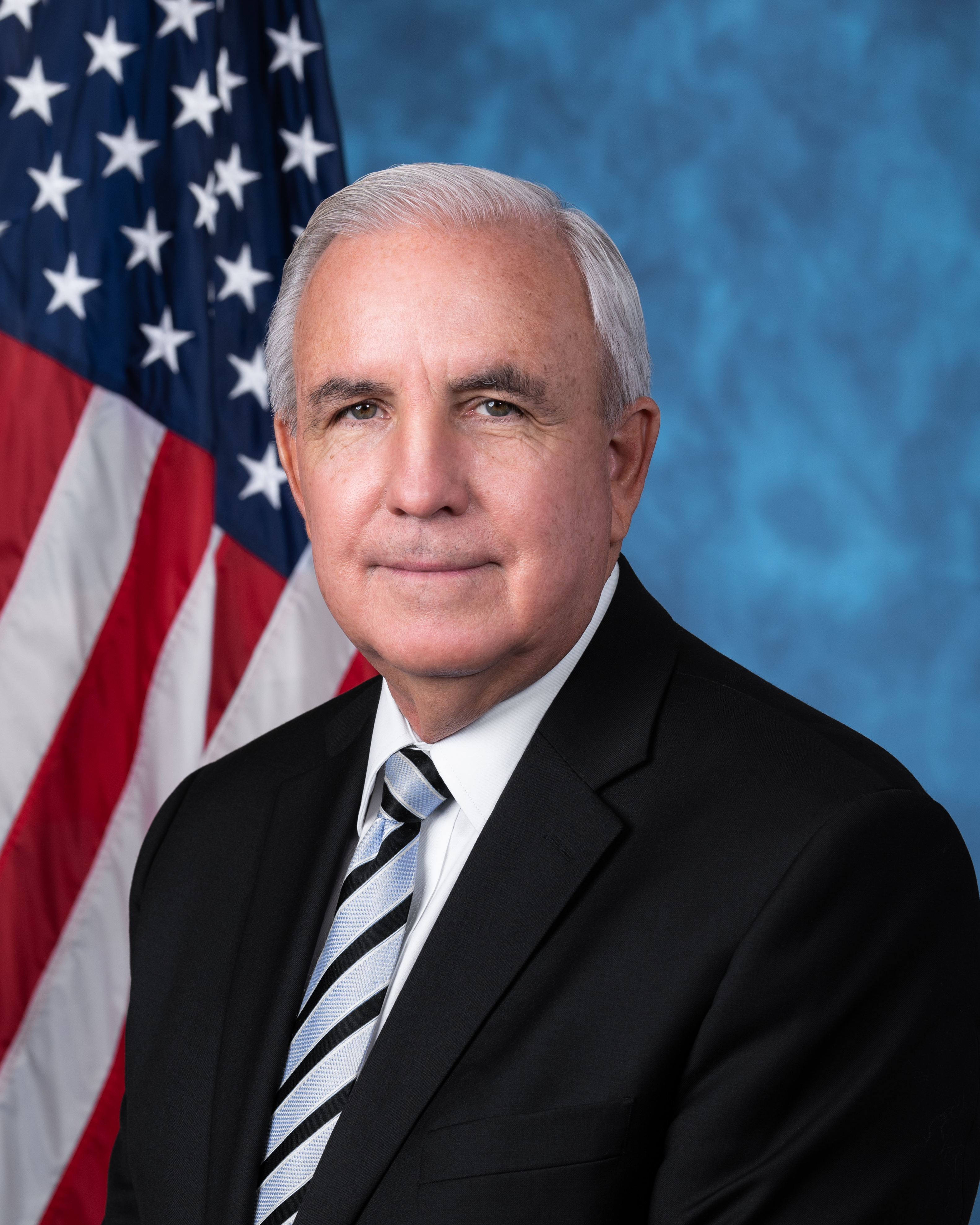
Carlos A. Giménez (2020)

Carlos Antonio Giménez (* 17. Januar 1954 in Havanna, Kuba) ist ein kubanoamerikanischer Politiker (Republikanische Partei). Er ist seit dem 3. Januar 2021 Abgeordneter für den 26. Kongresswahlbezirk des Bundesstaates Florida im Repräsentantenhaus der Vereinigten Staaten. Von 2011 bis 2020 war Giménez Bürgermeister des Miami-Dade County, dessen Kreisverordnetenversammlung er zuvor angehörte.

## Leben
Carlos Giménez wurde in Havanna geboren und kam im Alter von sechs Jahren mit seinen Eltern in die Vereinigten Staaten, wo sich die Familie in dem Migrantenviertel Little Havana in Miami niederließ. Giménez war Schüler an der privaten Christopher Columbus High School in Westchester und studierte nach seinem Schulabschluss Public administration an der Barry University. Von 1975 bis 2000 war Giménez als Feuerwehrmann beim Miami Fire-Rescue Department tätig. Er ist verheiratet und hat drei Kinder.
2004 wurde Carlos Giménez in den Kreistag des Miami-Dade County gewählt, wo er den siebten Kreiswahlbezirk vertrat. Am 28. Juni 2011 wurde er als Nachfolger von Carlos Álvarez zum Bürgermeister des Miami-Dade County gewählt, als er sich in einer Stichwahl knapp gegen Julio Robaina, der bis dahin Bürgermeister von Hialeah war, durchsetzen konnte. Eines seiner zentralen Versprechen im Wahlkampf war, nach Amtsantritt sein eigenes Gehalt zu kürzen, was er auch umsetzte. 2012 und 2016 wurde Giménez jeweils in seinem Amt bestätigt. Bei der Bürgermeisterwahl im Jahr 2020 hätte Giménez aufgrund einer Amtszeitenbeschränkung nicht mehr antreten dürfen.
Am 23. Januar 2020 gab Giménez bekannt, bei der Wahl zum Repräsentantenhaus im November des gleichen Jahres antreten zu wollen. Im Wahlkampf trat Giménez, der bei der Präsidentschaftswahl 2016 die demokratische Kandidatin Hillary Clinton unterstützt hatte und als Kritiker Donald Trumps galt, nun als Trump-Befürworter auf. Er lehnt den Affordable Care Act und eine Besteuerung von Kohlenstoffdioxid ab. Am 18. August 2020 wurde Giménez in der republikanischen Vorwahl als Kandidat für die Kongresswahlen ausgewählt, am 3. November setzte er sich mit 51,7 Prozent der Stimmen gegen die bisherige Abgeordnete des 26. Kongresswahlbezirkes, die Demokratin Debbie Mucarsel-Powell, durch. Giménez’ Amtszeit als Bürgermeister des Miami-Dade County endete am 17. November 2020, er wurde von Daniella Levine Cava abgelöst.
Am 3. Januar 2021 trat Giménez sein Amt im Repräsentantenhaus an. Er ist dort Mitglied im Verkehrsausschuss, im Ausschuss für Innere Sicherheit sowie im Wissenschaftsausschuss. Giménez gehört der Republican Main Street Partnership, einem Bündnis moderater Abgeordneter der Republikaner, an.
Er trat bei der Kongresswahl 2022 erneut in dem 28. Wahlbezirk an und konnte sich in der Vorwahl gegen zwei republikanische Herausforderer mit 73,4 % durchsetzen. Giménez gewann bei der Wahl im November 2022 mit 63,7 % gegen den Demokraten Robert Asencio. In den Vorwahlen zur Kongresswahl 2024 hatten weder Carlos Giménez noch der demokratische Kandidat Phil Ehr Gegenkandidaten. Bei der Hauptwahl zum 119. Kongress konnte Giménez Ehr mit 64,6 % besiegen.

### Kontroversen
Giménez gehörte zu den Mitgliedern des Repräsentantenhauses, die bei der Auszählung der Wahlmännerstimmen bei der Präsidentschaftswahl 2020 für die Anfechtung des Wahlergebnis stimmten. Präsident Trump hatte wiederholt propagiert, dass es umfangreichen Wahlbetrug gegeben hätte, so dass er sich als Sieger der Wahl sah. Für diese Behauptungen wurden keinerlei glaubhafte Beweise eingebracht. Der Supreme Court wies eine entsprechende Klage mit großer Mehrheit ab, wobei sich auch alle drei von Trump nominierten Richter gegen die Klage stellten.
Giménez bezeichnete im Dezember 2024 Forderungen von Trump den Panamakanal unverzüglich an die Vereinigten Staaten zurückzugeben, falls die Benutzungsgebühren nicht gesenkt würden als gerechtfertigt.